# جويل بلا فلتر
"جويل بلا فلتر" (بالإنجليزية: Joelle Without Filter) برنامج واقعي للإعلامية وخبيرة التجميل اللبنانية جويل مردينيان، يستعرض حياتها كشخصية مشهورة مع عائلتها، ويلقي الضوء على التحديات اليومية التي تواجهها وكيفية تعاملها مع الأمور في إطار واقعي، وهو من إنتاج منصة شاهد. 
يتكون العمل من موسمين لكل منهما 10 حلقات بمتوسط 35 دقيقة للحلقة الواحدة، ويجمع عائلة جويل مردينيان التي تشمل زوجها رجل الأعمال اللبناني كمال قدورة، وأولادها الثلاثة: بيلي، آيلا صوفيا، ونايثين، بالإضافة إلى والدة جويل. 

## فكرة البرنامج
يستعرض برنامج "جويل بلا فلتر" واقعاً من حياة جويل مردينيان مع عائلتها، وهو أشبه بـروايات السيرة الذاتية لكن على نحو مرئي، حيث تنتقل الكاميرا مع جويل في منزلها وزياراتها ورحلاتها الخارجية وأعمالها، وتغطي كل حلقة يوم في حياة جويل بدءاً من استيقاظها من النوم والأحداث الجارية خلال اليوم ختاماً بنوم العائلة، وشارك معها في العمل زوجها وأولادها ووالدتها الذين كانت أغلب المشاهد تدور حول قصصهم وتحدياتهم وطريقة إدارتهم وتفاعلهم مع الأمور في حياتهم الخاصة.  